# Echipa națională de fotbal a Taiwanului
Echipa națională de fotbal a Taiwanului reprezintă Taiwanul în fotbalul internațional și este controlată de Asociația de Fotbal din Taiwan. 

## Calificări

### Campionatul Mondial
- 1930 până în 1950 - nu a participat
- 1954 până în 1958 - s-a retras
- 1962 până în 1974 - nu a participat
- 1978 până în 2010 - nu s-a calificat

### Cupa Asiei
- 1956 - nu s-a calificat
- 1960 - Locul trei
- 1964 - nu a participat
- 1968 - Locul patru
- 1972 până în 1988 - nu a participat
- 1992 până în 2011 - nu s-a calificat

### Cupa Challenge AFC
- 2006 - Sferturi
- 2008 - nu s-a calificat (locul trei în grupa de calificări)
- 2010 - nu s-a calificat (locul trei în grupa de calificări)

### Jocurile Asiei
- 1951 - Did not enter
- 1954 - Campioni
- 1958 - Campioni
- 1962 - nu a participat
- 1966 - Preliminarii
- 1970 până în 2006 - nu a participat

## Antrenori
| Ani     | Antrenor                 | Ani     | Antrenor              |
| ------- | ------------------------ | ------- | --------------------- |
| 1954–58 | Lee Wai Tong (李惠堂)    | 2000–01 | Huang Jen-cheng       |
| 1977–81 | Law Pak (羅北)           | 2001–05 | Lee Po-houng (李博洪) |
| 1981–85 | Chiang Chia              | 2005    | Dido                  |
| 1985–88 | Lo Chih-tsung (羅智聰)   | 2005–07 | Toshiaki Imai         |
| 1988–93 | Huang Jen-cheng (黃仁成) | 2008–09 | Chen Sing-an          |
| 1994–00 | Chiang Mu-tsai           | 2009–   | Lo Chih-tsung         |